# Харбер Хилс (Њујорк)
Харбер Хилс (енгл. Harbor Hills) насељено је место без административног статуса у америчкој савезној држави Њујорк.

## Демографија
По попису из 2010. године број становника је 575, што је 12 (2,1%) становника више него 2000. године.
| Група             | 2000.       | 2010.       |
| Белци             | 535 (95,0%) | 530 (92,2%) |
| Афроамериканци    | 2 (0,4%)    | 2 (0,3%)    |
| Азијати           | 12 (2,1%)   | 30 (5,2%)   |
| Хиспаноамериканци | 7 (1,2%)    | 11 (1,9%)   |
| Укупно            | 563         | 575         |